# Copa Korać 1998-99
La Copa Korać 1998-99 fue la vigésimo octava edición de la Copa Korać, competición creada por la FIBA para equipos europeos que no disputaran ni la Copa de Europa ni la Recopa. Participaron 93 equipos, ocho más que en la edición anterior. En la final, se enfrentaron dos equipos españoles siendo el campeón el F. C. Barcelona, que lograba su segundo título, derrotando en la final al Adecco Estudiantes.

## Tercera ronda
| Equipo 1             | Agr.    | Equipo 2                 | Ida    | Vuelta |
| -------------------- | ------- | ------------------------ | ------ | ------ |
| Radnički Belgrade    | 177–172 | Norrköping Dolphins      | 107–93 | 70–79  |
| Alita Alytus         | 142–144 | Galatasaray              | 75–70  | 67–74  |
| Zucchetti Reggiana   | 137–150 | Panionios                | 79–69  | 58–81  |
| Keravnos Kéo         | 124–153 | Sunair Oostende          | 70–73  | 54–80  |
| Ericsson Bobry Bytom | 145–150 | Dijon                    | 78–79  | 67–71  |
| Fórum Valladolid     | 156–160 | Beşiktaş                 | 76–79  | 80–81  |
| Apollon Patras       | 155–153 | Maccabi Rishon LeZion    | 75–75  | 80–78  |
| UniVersa Bamberg     | 136–137 | Brotnjo                  | 79–54  | 57–83  |
| Porto                | 129–146 | Ducato Siena             | 73–63  | 56–83  |
| Benston              | 108–133 | Adecco Estudiantes       | 49–72  | 59–61  |
| Papagou              | 138–147 | Šiauliai                 | 74–67  | 64–80  |
| Pogoń Ruda Śląska    | 148–146 | Telekom Bonn             | 77–70  | 71–76  |
| Krka                 | 119–158 | F. C. Barcelona          | 66–75  | 53–83  |
| Okapi Aalst          | 147–158 | Aeroporti di Roma Virtus | 64–70  | 83–88  |
| Neptūnas             | 172–191 | Darüşşafaka              | 89–97  | 83–94  |
| Iraklio Minoan Lines | 156–163 | Arsenal Tula             | 69–69  | 87–94  |

## Octavos de final
| Equipo 1                 | Agr.    | Equipo 2          | Ida   | Vuelta |
| ------------------------ | ------- | ----------------- | ----- | ------ |
| Radnički Belgrade        | 145–169 | Panionios         | 74–88 | 71–81  |
| Galatasaray              | 131–143 | Sunair Oostende   | 62–58 | 69–85  |
| Dijon                    | 135–122 | Apollon Patras    | 68–52 | 67–70  |
| Beşiktaş                 | 142–133 | Brotnjo           | 84–53 | 58–80  |
| Ducato Siena             | 151–114 | Šiauliai          | 85–45 | 66–69  |
| Adecco Estudiantes       | 159–150 | Pogoń Ruda Śląska | 76–71 | 83–79  |
| F. C. Barcelona          | 157–147 | Darüşşafaka       | 83–71 | 74–76  |
| Aeroporti di Roma Virtus | 156–164 | Arsenal Tula      | 79–83 | 77–81  |

## Cuartos de final
| Equipo 1           | Agr.    | Equipo 2        | Ida   | Vuelta |
| ------------------ | ------- | --------------- | ----- | ------ |
| Panionios          | 161–150 | Dijon           | 87–66 | 74–84  |
| Sunair Oostende    | 171–147 | Beşiktaş        | 93–65 | 78–82  |
| Ducato Siena       | 146–147 | F. C. Barcelona | 87–71 | 59–76  |
| Adecco Estudiantes | 147–122 | Arsenal Tula    | 77–59 | 70–63  |

## Semifinales
| Equipo 1        | Agr.    | Equipo 2           | Ida   | Vuelta |
| --------------- | ------- | ------------------ | ----- | ------ |
| Panionios       | 132–171 | F. C. Barcelona    | 71–80 | 61–91  |
| Sunair Oostende | 143–159 | Adecco Estudiantes | 82–84 | 61–75  |

## Final
| Equipo 1           | Agr.    | Equipo 2        | Ida   | Vuelta |
| ------------------ | ------- | --------------- | ----- | ------ |
| Adecco Estudiantes | 163–174 | F. C. Barcelona | 93–77 | 70–97  |

| Campeón de la Copa Korać 1998–99 |
| -------------------------------- |
| FC Barcelona 2.do título         |